# Olek Czyż
Aleksander « Olek » Czyż, né le 3 mars 1990 à Gdynia, est un joueur polonais de basket-ball.